# Осколки (Чёрное зеркало)
«Осколки» (англ. Smithereens) — второй эпизод пятого сезона телесериала-антологии «Чёрное зеркало». Сценарий к эпизоду написал Чарли Брукер, а режиссёром стал Джеймс Хоус. Премьера эпизода состоялась на Netflix 5 июня 2019 года. В эпизоде снялись Эндрю Скотт, Демсон Идрис и Тофер Грейс.
В эпизоде водитель такси берёт в заложники сотрудника большой социальной медиакомпании «Осколки». В отличие от большинства других эпизодов, Брукер хотел, чтобы «Осколки» не опирались на технологии ближайшего будущего. Он хотел, чтобы это было напоминанием о том, что «Чёрное зеркало» не является строго научно-фантастическим шоу. Это в значительной степени притча о чрезмерном использовании социальных сетей, таких как Твиттер, и о том, как они отвлекают общество от реального мира.

## Сюжет
В 2018 году Крис (Эндрю Скотт) — водитель такси в Лондоне, работающий на «Hitcher». Он ходит на сеансы групповой терапии, и после одного из сеансов он занимается сексом с Хэйли (Аманда Дрю), которая пытается пережить загадочное самоубийство своей дочери 18 месяцев назад. Хэйли рассказывает, что уже давно пытается войти в аккаунт своей дочери в социальной сети «Persona», чтобы узнать причины её самоубийства. Каждый раз у неё есть три попытки, и если пароль три раза подряд вводится неверный, то доступ к аккаунту блокируется на 24 часа. Весь этот процесс Хэйли проделывает ежедневно, но безуспешно.
Однажды к Крису в машину садится Джейден (Демсон Идрис), сотрудник крупной социальной медиакомпании «Осколки». Полагая, что Джейден является важным сотрудником, он похищает его под дулом пистолета. Увидев Джейдена на заднем сиденье с мешком на голове, двое полицейских бросаются в погоню. В погоне Крис сворачивает с дороги, чтобы не сбить двух подростков-велосипедистов, и всё заканчивается тем, что машина глохнет в поле, в результате чего начинается напряжённое противостояние с участием заложника и полиции во главе со старшим суперинтендантом Грейс (Моника Долан).
Крис объясняет Джейдену, что он хочет поговорить с генеральным директором «Осколков» Билли Бауэром. Хотя Джейден находился на стажировке в «Осколках» всего неделю, им удаётся связаться с главным операционным директором Пенелопой Ву (Руибо Цянь) в американской штаб-квартире «Осколков», которая знает, что Билли находится в десятидневном уединении от общества. Пока Пенелопа тянет время, она делится важной информацией о Крисе, собранной через его профиль в социальных сетях, с ФБР и британской полицией: Крис потерял свою невесту в автокатастрофе с пьяным водителем двумя годами ранее, и вскоре после этого он перестал пользоваться приложением «Осколки».
Пенелопа посылает сотрудников предупредить Билли Бауэра (Тофер Грейс), находящегося в уединении. Несмотря на предупреждения от Пенелопы и ФБР, Билли использует свой ноутбук, чтобы получить номер Криса, и звонит ему. Крис в эмоциях признаётся, что он чувствует, что он сам был виноват в аварии, где погибла его невеста, поскольку он проверял уведомление от «Осколков», пока был за рулём. Крис и Билли соглашаются, что приложение «Осколки» было разработано, чтобы быть как можно более захватывающим. Билли спрашивает, может ли он хоть что-нибудь сделать для Криса, в ответ тот просит Билли о последней услуге, поскольку он намеревается убить себя: связаться с гендиректором «Persona», чтобы Хэйли смогла получить пароль от аккаунта своей дочери и войти в него.
Крис собирается освободить Джейдена, но Джейден, став свидетелем эмоционального признания своего похитителя, призывает Криса отказаться от самоубийства. Джейден пытается отобрать у Криса пистолет, между ними завязывается борьба. Полагая, что Джейден в беде, Грейс даёт полицейским снайперам приказ стрелять. Тем временем Хэйли получает звонок от «Persona» — ей сообщают пароль. Она вводит пароль дочери как раз в тот момент, когда снайперы стреляют в машину Криса. По всему миру Билли, Пенелопа и другие люди проверяют свои телефоны, а затем продолжают заниматься своими делами.

## Производство
Пятый сезон «Чёрного зеркала» был выпущен 5 июня 2019 года на Netflix. Производство началось с «Брандашмыга», интерактивного фильма, который вырос в объёме до такой степени, что было решено отделить его от основного сериала и выпустить его как отдельный фильм. Премьера фильма состоялась 28 декабря 2018 года, и в нём присутствует небольшая отсылка к персонажу «Осколков», Билли Бауэру, в новостной ленте. Хотя предыдущие сезоны программы, выпущенные под руководством Netflix, состояли из шести эпизодов, пятый сезон состоит из трёх эпизодов, поскольку создатель сериала Чарли Брукер посчитал это предпочтительным, чтобы не заставлять зрителей дольше ждать следующего сезона.
Netflix выпустил трейлер пятого сезона 15 мая 2019 года и индивидуальный трейлер для «Осколков» 21 мая 2019 года.
Сценарий к эпизоду был написан Брукером, который хотел, чтобы в сериале был эпизод без каких-либо футуристических технологий, подобно предыдущим эпизодам «Национальный гимн» и «Заткнись и танцуй», чтобы напомнить зрителям, что «Чёрное зеркало» не является сугубо научно-фантастическим шоу. Персонаж Билли Бауэра был написан не для того, чтобы он был «мультяшным злодеем» или походил на каких-либо руководителей социальных сетей, хотя Брукер был вдохновлён генеральным директором Твиттера Джеком Дорси, который взял десятидневное уединение от общества. Брукер описал концовку эпизода, где незнакомые люди смотрят в свои телефоны, как послание о том, как жизнь персонажей была «сведена к эфемерному конфетти, которое просто проходит мимо нас». Этот эпизод связан с рядом других эпизодов «Чёрного зеркала» благодаря появлению в нём пасхалок. Режиссёр Джеймс Хоус ранее снял эпизод в третьем сезоне «Чёрного зеркала», «Враг народа».
Большая часть съёмок проходила в Англии. Городские сцены снимались в различных местах в центре Лондона. Сцены в поле, где происходила ситуация с заложником, были сняты в Харриетшэме, Мейдстоне в графстве Кент примерно в июне 2018 года. Американские офисы «Осколков», включая внутренние съёмки, были сняты Фэрборн Резервуар в Кенте. Уединённое место Билли было снято в Стеклянном павильоне, сооружении, разработанном фирмой OFIS Architects, в пустыне недалеко от Горафе, Гранада в Испании в течение нескольких дней в августе 2018 года.
Одна из трудностей на съёмках заключалась в том, что Скотт не умел водить машину. Производство установило автомобиль на мобильную платформу, и Скотту приходилось имитировать рулевое управление во время съёмок. Чтобы помочь актёру Тоферу Грейсу в сцене разговора с Крисом по телефону, пришлось использовать второго актёра, читающего за кадром реплики Криса для Грейса.

## Реакция
Бенджи Уилсон из «The Telegraph» оценил эпизод на четыре звезды из пяти. Уилсон раскритиковал описание Криса как «технически смышлёного и умного, и в то же время технически неграмотного и глупого», но он также похвалил то, что эпизод был спасён «удивительным контролем и диапазоном» Скотта.
Эд Пауэр из «The Independent» дал эпизоду три звезды из пяти, полагая, что сюжет эпизода недостаточно существенен, чтобы гарантировать продолжительность эпизода. Пауэр сказал, что Скотт «делает всё возможное» в роли Криса, единственного проработанного персонажа, в отличие от непроработанной мамы, чья дочь покончила жизнь самоубийством. Он похвалил концовку, назвав её «трогательной», но раскритиковал эпизод как скорее «сдержанный, нежели искусный».
Фрейзер Тарп из «Complex» посчитал, что «Осколки» является лучшим эпизодом пятого сезона, несмотря на то, что после просмотра трейлера он ожидал худшего. Тарп написал, что развитие сюжета «[напряжённое], хорошо расписано и, возможно, самое главное, ненароком смешное».
Дэвид Симс из «The Atlantic» написал отрицательный отзыв к эпизоду, жалуясь на то, «насколько тонким был сюжет, сколько времени требуется для начала действия и насколько упрощённой является большая тайна». Симс определил центральную тему как «требование ответственности от всепоглощающих приложений и всемогущих технологических компаний, которые заполняют нашу жизнь», но он также отметил, что эпизод первого сезона «Национальный гимн» раскрывает ту же тему гораздо лучше.